# Alpe di Succiso
L’Alpe di Succiso est une montagne du Nord des Apennins, qui domine les cols de Cerreto et de Lagastrello. Située dans la province de Reggio d'Émilie, sur la commune de Ramiseto, elle atteint les 2 018 mètres d'altitude. Elle a une forme pyramidale.
Les rivières Secchia et Enza, affluents droits du Pô, ont leur source dans l’Alpe di Succiso. La montagne fait partie du parc national de l'Apennin tosco-émilien.